# Physisporinus
Physisporinus là một chi nấm thuộc họ Meripilaceae.